# July 22nd Revolution Award
Der gambische Präsident Yahya Jammeh hat am 20. August 2016 auf dem Gelände des State House in Banjul mehr als 700 Persönlichkeiten mit der Verleihung des July 22nd Revolution Award geehrt. Die Auszeichnung erinnert an den 22. Juli 1994, den Jahrestag des Putsches, mit dem Jammeh an die Macht kam. Die Verleihung 2016 war eine einmalige Veranstaltung, eine frühere Verleihung ist nicht belegt.

## Liste der geehrten Personen und Gruppen
- H.E. Madam Zineb Yahya Jammeh, First Lady der Islamischen Republik Gambia
- H.E. Aja Isatou Njie-Saidy, Vizepräsidentin der Islamischen Republik Gambia
- Hon. Sulayman Samba
- Hon. Fatou Lamin Faye
- Hon. Neneh MacDouall-Gaye
- Hon. Mama Fatima Singhateh
- Hon. Ousman Sonko
- Hon. Musa Amul Nyassi
- Hon. Abdoulie Jobe
- Hon. Benjamin Roberts
- Hon. Pa Ousman Jarju
- Hon. Sheriff Bojang
- Hon. Dodou Bammy Jagne
- Hon. Ismaila Sanyang
- Hon. Alieu K. Jammeh
- Hon. Abubacarr Senghore
- Hon. Omar Sey
- Hon. Abdou Kolley
- Hon. Bala Garba-Jahumpa
- Hon. Abdoulie Bojang, Parlamentssprecher
- Hon. Fabakary Tombong Jatta, Majority Leader, National Assembly
- Hon. Abdoulie Suku Singhateh, NAM Lower Baddibu
- Hon. Netty Baldeh, NAM Tumana
- Hon. Sulayman Joof, NAM Serekunda West
- Hon. Alhaji Abdoulie Jawla, NAM Sandu
- Hon. Aja Bintanding Jarju, NAM Foni Berefet
- Hon. Edrissa Samba Sallah, ehemaliger NAM Sami
- Hon. Kalifa Jammeh, NAM Bakau
- Hon. Lamin K. T. Jammeh, NAM Upper Baddibu
- Hon. Menata Njie, NAM Kiang West
- Hon. Bafaye Saidykhan, NAM Jarra East
- Hon. Sainey Mbye, NAM Upper Saloum
- Hon. Abdoulie Saine, NAM Banjul
- Hon. Seedy Njie, Nominated Member
- Hon. Dawda Jones, Former NAM Banjul Central
- Late Kebba E. A. Touray, Former NAM Upper Baddibu
- Hon. Adama Ngum Njie, Kabinetssekretärin
- Fatou Kinneh Jobe, PS 4, Büro des Präsidenten

Spezielle Persönlichkeiten
- Amadou Samba, Geschäftsmann
- Tarek Musa, TK MOTORS
- Mohamed Bazzi (Muhammed Bassi), Euro African
- Tarek Arezki, Arezki International
- Amidou Jah, Jah Oil Company
- Muhammed Jah, QCell Group
- Ali Arezki, Arezki International
- Alh. Morr Mohammadan Jobe, MJ Financial Services

Institutionen
- Michael Girardin, GAMPETROLEUM
- Elizabeth Mendy, GAMCEL
- Baboucarr Sanyang, GAMTEL
- Badara MBye, Africell Company Ltd
- Edward Graham, Social Security and Housing Finance Corporation
- Lamin Sanyang, Gambia Ports Authority
- Baboucarr Njie, GNPC
- Mahmoud Ben Salah, PACE Architects
- Omar Jagne, Geschäftsführer Afrimed
- Paul Charney, Geschäftsführer Landhold Company Ltd.
- James Pimundu, Landespräsident Child Fund Gambia

Ausländische Gemeinschaftsführer
- H.E. Ergin Soner, Türkischer Botschafter in Gambia
- H.E. Zhang Jiming, Chinesischer Botschafter in Gambia
- H.E. Nicolae Buzăianu (Nicolae Bogdan Buzainu), Honorarkonsul für Gambia in Monaco
- Kubuneh Sakoli Kanteh, Gambischer Honorarkonsul in Spain
- H.E. Momodou Badjie, Gambischer Botschafter in der Türkei
- Samsudeen Sarr, Stellvertretender Ständiger Vertreter bei den Vereinten Nationen
- Modibo Jarra, Honorarkonsul in Mali

Mobilisierer
- Yankuba Colley, Nationaler Mobilisierer, APRC
- Isatou Gifanga Jarju, Nationaler Frauen-Mobilisierer
- Babou Gaye Sonko, Nationaler Jugend-Mobilisierer

Persönlichkeiten
- Aja Saffiatou Singhateh
- Raafat Al-ahmar, Africell
- Imam Muhammed Lamin Touray, Präsident der SIC
- Mbye Kah, UTG
- Alh. Ousman Jah, Vorsitzender der Hadsch-Kommission
- Alh. Mustapha Carayol, ehemaliger Vorsitzende der IEC
- Alh. Ousman B. Conateh
- Alh. Burang John Banjul (posthum)
- Imam Tafsir Gaye, Banjul
- Imam Ismaila Beye, Sukuta
- Ousman Faye, Pensionierter Schulleiter, Kuloro
- Momodou Jallow, Pressesprecher, OP, CRR
- Alh. Cherno Alieu Mass Kah, Imam Ratib of Banjul
- Pa Madikay Faal (posthum)
- Jeck Cham, Geschäftsfrau
- Pa Faye, Büro des Präsidenten
- Alhaji Modou Joof, GRTS
- Ndey Awa Khan, Modedesignerin
- Chan Khan-Jallow, Modedesignerin
- Ida Saine-Conteh, Modedesignerin
- Fatoumatta Jah (Mata Mata), Geschäftsfrau
- Jimbee Jammeh, Protokoll OP
- Fatou Jammeh, Protokoll OP
- Awa Jarjou, Protokoll OP
- Isatou Jallow (Schwester von Jammeh)
- Toubab Omar Jagne, GRTS
- Lamin Saidybah, GRTS
- Kebba Mansajang Manneh, GRTS
- Alhaji Mansour Njie, GRTS (posthum)
- Essa Sarr, GAMTEL PA System
- Alh. Baboucarr Mbye Chow

Diaspora
- Fatou Camara, Schweden
- Malick Camara, Deutschland
- Sulayman Shyngle Nyassi, Großbritannien
- Dodou Sambou
- Pa Modou Mbowe, Großbritannien
- Malick Mbye, Atlanta
- Batch Jallow, Atlanta
- Edward Babel, Maryland
- Omar Jallow, North Carolina
- Abdoulie Njie, Vereinigte Staaten
- Aja Sally Mass, Birmingham, Großbritannien
- Pa Matarr Ndow
- Noo Dampha, Frankreich
- Coker Njie, Schweden
- Ibrahim Manneh, Großbritannien
- Foday Chorr, Großbritannien
- Burama Colley, Deutschland
- Babanding Taal, Deutschland
- Morikebba Sanneh, Vereinigte Staaten
- Mamie Jallow, Vereinigte Staaten
- Abdoulie Bah, Vereinigte Staaten
- Malaye Beyai, Frankreich
- Isatou Bojang, Frankreich

Bürgermeister und Gouverneure
- Alh. Abdoulie Bah, Lord Mayor of Banjul
- Aminata Siffai Hydara, Gouverneur WCR
- Lamin Queen Jammeh, Gouverneur NBR
- Omar Khan, Gouverneur CRR
- Salifu Puye, Gouverneur LRR
- Omar Sompo Ceesay, Gouverneur URR

Chiefs WCR
- Alh. Demba Sanyang, Paramount Chief
- Chief Alh. Kutubo Sanyang
- Chief Alh. Alfusainey Jarjou
- Chief Basirou Jarjou
- Chief Alh. Sheriff Ajay Janneh
- Chief Jammeh K. K. Bojang
- Alh. Junkung Camara
- Biran Camara
- Alh. Bakary Dembo Badjie

Chiefs CRR
- Chief Alh. Pierre Bah, Niani
- Chief Alh. Malick Mbye, Upper Saloum
- Chief Alh. Jay Touray, Upper Saloum
- Chief Alh. Mam Demba Jallow, Sami District
- Chief Alh. Modou Touray, Upper Fulladu West
- Chief Alh. Sulayman Keita, Niamina Dankunku
- Chief Alh. Bakary Jam Jawo, Janjangbureh
- Chief Ngai Dampha, Niamina West
- Chief Momodou L. Baldeh, Lower Fulladu West
- Chief Alh. Kebba Touray, Niamina East

Chiefs NBR
- Chief Alh. Fabakary Nama Sonko, Lower Niumi
- Chief Alh. Momodou Chatty Cham, Upper Niumi
- Chief Alh. Fabala Kinteh, Lower Baddibu
- Chief Alagie Jagne, Central Baddibu
- Chief Alh. Sait Gay, Sabach Sanjal
- Chief Ebrima A. T. Jammeh, Upper Baddibu
- Chief Jim Fatima Jobe, Jokadu

Chiefs LRR
- Chief Alh. Yahya Jarjusey, Jarra West
- Chief Alh. Anusmana Kanaji, Jarra East
- Chief Alh. Ansumana Sanneh, Kiang East
- Chief Alh. Demba Sanyang, Kiang Central
- Chief Alh. Omar Gibba, Kiang West
- Chief Bakary Dampha, Jarra Central

Chiefs URR
- Chief Alh. Hameh Minteh Krubally, Fulladu East
- Chief Alh. Julaba Kora, Tumana
- Chief Alh. Bacho Ceesay, Kantora
- Chief Alh. Chokeh Jallow, Wuli West
- Chief Alh. Basiru Lori Bah, Sandu
- Chief Ebrima Sori Juwara, Wuli East

Ältestenrat
BCC
- Abou Jallow
- Abou Jobe
- Alhaji Pa Harley Ceesay
- Alhaji Sheriff Ndow
- Alhaji Mam Demba Leigh
- Aji Sainabou Sarr
- Aji Sainabou Faye
- Aji Mbogi Kah
- Alh. Baboucarr Mbye Sinyan

CRR
- Alhaji Batchi Jawo
- Alhaji Musa Njie, Tabanani
- Sanjuku Manneh, Jahali
- Kama Sambou, Janjangbureh
- Alasan Baldeh, Farato, Upper Fulladu
- Baba Mbye
- Leba Malick Mbye, Upper Saloum
- Alhaji Abu Jallow, Manneh Kunda
- Alasan Njie Conteh, Nianija
- Alhaji Lamin Camara, Yoroya

URR
- Alhaji Bajoko Dukureh, Allunghari
- Alhaji Omar Bah, Farato
- Alhaji Demba Bah, Sare Donfo
- Alhaji Bun Dawda Samusa, Chamoi
- Alhaji Bokarr Jawo, Jawo Kunda
- Alhaji Kibili Jaguraga, Suduwol
- Alhaji Ngoi Wally, Batundi
- Alhaji Ousu Leigh, Sandu
- Alhaji Bayo Camara, Darsilameh
- Alhaji Pateh Baldeh, Kungel
- Alhaji Sheriff Sillah, Sabi
- Sinchu Bah, Sare Ngai
- Alhaji Mahamadou Kaddy Dukureh, Gambisara
- Mamadou Dambelleh, Julangel

WCR
- Alhaji Abdoulie Jarju, Brikama
- Alhaji Gibbah Jabang, Sanyang
- Ebrima Jarju, Kombo East
- Ba Jamba Bojang, Brufut
- Karamo Dampha, New Yundum
- Musa Bojang, Lamin
- Abdoulie Jarju, Kanfenda
- Boye Bah, Bondali
- Modou Colley, Bulanjor
- Jerreh Badjie, Bulock
- Modou Jarju, Jarrol
- Kebba Ansu Colley, Brikama (posthum)

NBR
- Alhaji Jawo Drammeh, Kerewan
- Alhaji Modou Faye, Ndungu Kebbeh
- Alhaji Ousman Serge, Fass Chao
- Basiru Touray, Daru Rilwan
- Lamin Keita, Farafenni

LRR
- Tairu Jikineh, Madina
- Suwadou Fadera, Kiang Central
- Aja Jambai Minteh, Jarra West
- Aja Ma Kanteh, Jarra West
- Saikou Manjang, Jarra Central

Banjul
- Ajaratou Betty Saine, Mitglied des Ältestenrats
- Dawda Drammeh

Ratsmitglied
- Ngui Njie, Ratsmitglied
- Aji Fatoumata Bayo, Yai Compin
- Aji Jamba Conteh, Yai Compin
- Adama Marong, Jugend-Mobilisierer, Jeck Society
- Fatou Badjie, Yai Compin
- Aji Gass Kebbeh, Wahlkreisbeauftragter
- Alh. Abdoulie Bobb, Ältestenrat, Banjul
- Rohey Njie, Yai Compin, Banjul Central
- Ramou Jallow, Jugendführer, BCC
- Alh. Musa Sinyan, Büro der Vizepräsidentin
- Alh. Badou Faal
- Alh. P. O. Njie, Banjul
- Mariama Ceesay Sawaneh, Banjul
- Mamie Rose Joof, Banjul
- Musa Babadinding Ceesay, Banjul
- Alh. Tamou Nyang, Banjul
- Fatou Jeng, Stellvertretender nationaler Jugend-Mobilisierer
- Alh. Sainey Jobe, Banjul
- Pa Modou Njie, Banjul
- Aji Ndey Jagne, Banjul
- Aji Aminata Sadiya (Aunty Lulu), Sekretärin der ehemaligen Nationaler Frauen-Mobilisiererin
- Aji Kendaka Ceesay, Banjul
- Bin Jaiteh, Banjul
- Jainaba Gaye, Banjul
- Mohammed Liman, Chef der Mauretanischen Gemeinschaft, Banjul
- Mariama Yama Njie, Banjul
- Pa Assan Fye, Banjul (posthum)
- Alhagie 'Biri' Njie
- Aji Fatou Bah
- Alhagie P. Badjan
- Mam Sait Njie Sanneh, Banjul
- Cherno Dawda Jallow, Imam der Moschee der Polizeikaserne (posthum)

Kanifing Municipality Council
- Landing B. Jatta, Alkali Latrikunda Sabiji
- Ya Awa Saidy, Yai Compin, Tallinding
- Ebou Keita, Mobiliser, KMC
- Awa Bajan, Jugendführer, Latri Kunda German
- Modou Narr Secka, Jugend-Mobilisierer, Jeshwang
- Adama Ndure, Jugendführer, New Jeshwang
- Kumba Barry, Frauen-Mobilisierer, Bakau
- Alh. P. Tangikora, Jugend-Mobilisierer, Bakau
- Lamin Jatta
- Sohna Jobe, Jugendführer, Serrekunda
- Modou Njie, Jugend-Mobilisierer, Bundung
- Assa Drammeh, Yai Compin, Bakau
- Alhagie Lamib Camara, Jugendführer, KMC
- Tombong Jarjue, Jugendführer, KMC
- Amie Gibba, Jugendführer, KMC
- Nyima Jammeh, Bakau
- Seedy Beyai, 'Flag General' (posthum)
- Bakary Jaiteh, Zweiter Verwaltungssekretär im APRC-Büro
- Musu Ndure, Sekretär des APRC-Büros
- Ousman 'Rambo' Jatta
- Boto Tamba, Alkali of Abuko
- Ya Fatou Sallah, Bakau
- Aja Fatou Dumbuya, Ratsmitglied, Serekunda East
- Kaddy Jadama, Bundung Bambadinka
- Basirou Gassama, Bakau
- Ya Mundaw Jagne-Jenkins, Bakau
- Yama Njie, KMC
- Alieu M. Sallah, Councillor Serekunda
- Njassa Tunkara, Bakau
- Mberry Sowe, Serekunda
- Dodou Sey, Bakau
- Adama Ceesay, Bakau
- Ousman Gaye, KMC
- Alh. Modou Pika Jallow, Abuko
- Pa Sambou, Abuko
- Haddy Marena, Abuko
- Haddy Faal Newlands, Abuko
- Kebba Sanneh, Abuko
- Fatou Bayo, Abuko
- Alh. Saihuna Faye, Faji Kunda
- Kabba Bass, Faji Kunda
- Lamin Sambou, Faji Kunda
- Kaddy Badjie, Faji Kunda
- Amie Loum, Faji Kunda
- Jaine Colley Faye, Faji Kunda
- Sally Gaye, Faji Kunda
- Sirreh Drammeh, Faji Kunda
- Tundeh, Faji Kunda
- Aunty Ekou Njai, Latrikunda Sabiji
- Musa Njai, Latrikunda Sabiji
- Veronic Jarjue, Latrikunda Sabiji
- Maria Sylva, Latrikunda Sabiji
- Alh. Modou Lamin Colley, Latrikunda Sabiji
- Sulayman Jarjue, Latrikunda Sabiji
- Boto Tamba, Jugendführer, Latrikunda Sabiji
- Jali Kebba Suso, Militant und Dolmetscher, Latrikunda German
- Alh. Musa Sanneh, Tallinding Kunjang
- Saihou Badjie, Tallinding Kunjang
- Pa Camara, Tallinding Kunjang
- Saihou Kaba Jaiteh, Tallinding Kunjang
- Amadou Bamba Jaiteh, Tallinding Kunjang
- Janko Sonko, Tallinding Kunjang
- Babou Touray, Tallinding Kunjang
- Aja Bintou Bah, Tallinding Kunjang
- Amie Camara, Tallinding Kunjang
- Marie Sillah, Tallinding Kunjang
- Sulayman Giki Jammeh, Tallinding Kunjang
- Buba Senghore, Serekunda
- Yama Ndow, Serekunda
- Ebrima Jallow, Serekunda
- Fatou Jammeh, Serekunda
- Fatou Saidy, Serekunda
- Fatou Kine Jallow, Serekunda
- Kebba Ceesay, Serekunda
- Pa Hydara, Serekunda
- Anchu Mendy, Serekunda
- Boto Keita, Serekunda
- Omar Beyai, Serekunda
- Pa Antu Jammeh, Serekunda
- Oustas Assan Sanneh, Serekunda
- Awa Touray, Teacher, Serekunda
- Ma Amie Ceesay-Njie, Serekunda
- Alkali Sidi Jobe, Serekunda
- Malang Sanneh, Serekunda
- Pa Badou Njie, Serekunda
- Fatou Mbenga, Serekunda
- Alh. Ebou Sonko, Bundung
- Asom Badjie, Bundung
- Katim Touray, Bundung
- Adama Camara, Bundung
- Ebou Sanneh, Fajara
- Aja Madinding Jammeh, Bakau
- Pa Gibba, Fajara
- Jamoray Gibba, Bakau
- Ali Manneh
- Tapha Bojang, Faji Kunda
- Boto Keita, Manjai Kunda
- Babou Jammeh, Jugendaktivist, Tallinding
- Ya Sainabou Fye, Frauen-Mobilisierer, Tallinding
- Ismaila Jobe, Präsident Livestock Assoc.
- Alh. Saikou Sanyang, APRC-Büro
- Kebba Hydara, APRC-Büro
- Lamin Jammeh, APRC-Büro
- Aji Amie Jatta, Ratsmitglied, Bundung
- Modou Lamin Drammeh, Erster stellvertretender regionaler Vorsitzender, KMC
- Modou Gomez, Zweiter stellvertretender regionaler Vorsitzender, KMC
- Kebba Alh. Jatta, Talinding
- Nyima Jarjou, Abuko
- Mustapha Njie, GALGA
- Mustapha Njie, ehemaliger Admin-Sekretär, Latrikunda
- Mary Njie, Tallinding Koloban
- Fatou Jammeh, Bundung, Teacher
- Aji Fatou Binno Mboge, Bakoteh
- Demba Baldeh, Tallinding
- Councillor Ebrima Tamba, KMC
- Momodou Jang Bah, Abuko
- Pa Sanyang (Guerilla)
- Adama Mbye, Serekunda Central
- Buba I. Demba, Serekunda Central
- Modou Saidy, Serekunda Central
- Alh. Sosseh Kolley
- Sukai Jobe
- Alieu Jawo, Drucker

North Bank Region
- Mustapha Saidy, Vizegouverneur NBR
- Fatou Gaye, Sabach Sanjal
- Sidat Jadama, Upper Badibu
- Nyaranding Ceesay, Upper Badibu
- Sibeh Kanyi, Central Badibu
- Sima Jaiteh, Lower Badibu
- Fatou Touray, Jakadu
- Balang Manjang, Upper Nuimi
- Nganyi Demba Ndong, Upper Nuimi
- Bai MBaye Sarr, Lower Nuimi
- Matarr Jallow, Lower Nuimi
- Kumba Siga, Yai Compin, Badibu Central
- Essa Nying, Jugendführer, NBR
- Kura Gai, Jugendführer, NBR
- Alagie Jawo Drammeh, Lower Baddibu
- Aja Haddy Panneh, Njawara, NBR
- Sainey Kinteh, Pensionierter Schulleiter, Farafenni
- Alh. Mustapha Dibba, Upper Baddibu
- Amie Bah, Sabach Sanjal
- Kaddy Sanyang, Sabach Sanjal
- Ebou Ceesay, Sabach Sanjal
- Omar W. Bah, Upper Baddibu
- Saffie Secka, Upper Baddibu
- Nyamo Njie, Upper Baddibu
- Nyuku Njie, Central Baddibu
- Kumba Tika, Central Baddibu
- Fatou Chaba Jallow, Central Baddibu
- Kaddy Kinteh, Lower Baddibu
- Ali Bah, Lower Baddibu
- Lang Konteh Kang Mariama, Lower Baddibu
- Kumba Touray, Jokadu
- Omar Malleh, Jokadu
- Ma Yorro Leigh, Jokadu
- Alagie Omar Bah, Upper Niumi
- Ebrima Njie, Upper Niumi
- Mani Manneh, Upper Niumi
- Sannading Sonko, Lower Niumi
- Fatou Camara, Lower Niumi
- Alagie Nyan, Lower Niumi
- Alh. Yaya Darboe, Medina Sediya
- Dembo Senghore, Sitanunku
- Alh. Lamin Ceesay, Vorsitzender, KAC
- Alh. Saikou Jallow, Regionaler Vorsitzender APRC
- Jim Faal Drammeh, Regionaler Jugend-Mobilisierer, NBR (posthum)
- Haddy Gaye, Stellvertretender regionaler Mobilisierer, NBR
- Faba Njie, Flagman, Farafenni
- Mulie Sey, Mauretanische Gemeinschaft in Farafenni
- Alh. Basiru Trawally, Malische Gemeinschaft in Farafenni
- Col. Salifu Bojang, Farafenni-Kaserne, NBR
- Alh. Sambujang Jagne, ehemaliger Chief, Upper Baddibu
- Alh. Saihou Jallow, Regionaler Vorsitzender, NBR
- Ensa Nying, Regionaler Jugend-Mobilisierer, NBR
- Aja Iso Jallow, Regionaler Frauen-Mobilisiererin, NBR

West Coast Region
- Musa B. Suso, Vizegouverneur, West Coast Region
- Masanneh Jamneh, Party Stalwart, Buram, Foni Bintang
- Karamo Daffeh, Party Stalwart, Buram, Pirang
- Sillah Sanyang, Party Stalwart, Berefet, Foni Berefet
- Fatou Peh Jallow, Jugendführer, Darsilameh, Kombo Central
- Nanding Njie, Frauenführerin, Tujereng, Kombo South
- Karamo Fadera, Party Stalwart, Yundun, Kombo North
- Fatou Badjie, Kanfenda, Foni Kansala
- Sutay Bah, Party Stalwart, Sintet, Foni Jarrol
- Jalika Sanneh, Party Stalwart, Kanjibat, Foni Bondali
- Fatou Kujabi, Party Stalwart, Bafuloto, Kombo Central
- Adama Tamba, Yai Compin, Foni Bintang
- Mama Camara, Head Yai Compin, Sinchu
- Funneh Jarjue, Yai Compin, New Yundum
- Ba Foday Touray, Jugendführer, WCR
- Sainey Bojang, Kambong
- Alh. Landing Koteh, Banjulinding
- Aja Tombong Sanyang, Foni Bintang
- Solo Ndure, Tujereng
- Modou Ara Sanneh, Kanilai
- Momodou Dahaba, Militant, WCR
- Aja Wuday Badjie, Bulenghat
- Malafi Kujabi, Kayaborr
- Tafa Gibba, Sangajor Giramba
- Nyima Jarju, Sangajor Giramba
- Sally Bojang, Pirang
- Amadou Bojang, Kampant
- Lamin Kujabi, Farm Manager, Bujingha
- Ndey Jarju, Kanilai
- Hawa Colley, Kanilai
- Alh. Sutay Jarju, Nuyangit
- Jonkong Sanneh, Ala Kunda
- Sallo Jammeh, Kalaji
- Jarra Tamba, Kampassa
- Bator Ceesay, Bwiam
- Ebrima Jatta, Bujiling
- Alh. Sainey Jatta, Bujiling
- Ebou Gibba, Siwol
- Muhammed Badjie, Farm Manager, Kampant
- Pa Manneh, Councillor, Kombo Central
- Aja Jabou Mballow, Sare Futa
- Aja Ousman Jallow, Medina Salandingo
- Jerreh Demba, Alkali Siffoe
- Aja Ida Njie, Brikama
- Seradema Kafo, West Coast Region
- Sunkary Jarju, Batabut Kantora
- Jakombo Jaiteh, Sibanor
- Duta Badjie, Alkali Bajagar
- Saikou Gibba, Jugend-Mobilisierer, Kanuma
- Fatou Camara, Gifanga
- Fadinding Bojang, Alkali Busuranding
- Ma-Saikou Bojang, Brikama
- Fatou Sawo, Manduar
- Kumba Buya Sowe, Wellingara
- Lamin Sarr, Bafuloto
- Alh. Nuha Jammeh, Alkali Jambanjelly
- Baboucarr Manneh, Tujereng
- Mbayan Demba, Kartong
- Amadou Jatta, Gunjur, Kunkujang
- Sibi Sula Jaiteh, Gunjur
- Dikoreh Ceesay, Brufut
- Ndey Mbye, Wellingara
- Yama Ceesay, Busumbala
- Sutay Sabally, Kewel
- Modou Lamin Sanneh, Sintet
- Fanta Badjie, Jorem Bunda Kunda
- Mamadou Jarju, Jarol
- Sutay Colley, Bondali
- Momodou Alieu Bah, Bambara
- Mariama Badjie, Kankurang
- Musuba Sanneh, Kanjandi
- Saikou Kujabi, Kayabor
- Aaro Bojang, Karoal
- Dumbuya Colley, Alkali Burock
- Borry Jarju, Sohm
- Sheriffo Jatta, Giboro Kuta
- Awa Mendy, Faraba Sutu
- Tairou Badjie, Giddah
- Botto Manneh, Jenum Kunda
- Mamudou Badjie, Somita
- Alagie Gassama, Berefet
- Bakary Yirri Colley, Kanjabina
- Aja Joko Jarju, Bulock
- Aja Isatou Camara, Somita
- Lamin Comma
- Hamidou Baldeh
- Lamin Kuru Konjira
- Muhamed Ceesay, Busumbala
- Giki Darboe, Alkalo of Gunjur
- Alh. Bolong Jatta, Alkalo of Busumbala
- Ebou Serekunda Cham, Sukuta
- Fa Ceesay, Alkalo Mandinari
- Aji Amie Bah, Yai Compin, Foni Brefet
- Aji Binta Kanyi, Yai Compin, Kombo North
- Aji Kumba Bah, Foni Bondali
- Sanna Bojang, Brikama
- Alh. Saikouna Sanneh, Banjulinding
- Fatou Sambou, Foni Jorrol
- Isatou Tuku NyassI, Regionalrat, Jiboro Ward
- Ebrima Solo Marr, Regionaler Vorsitzender, WCR
- Bala Tamba, Kanilai
- Binta Camara, Lady Councillor, Kombo Central
- Ida Ndure, Councillor, Tujereng
- Lamin Camara, Flagman, Somita
- Lamin Narr Faal, Bwiam
- Dembo Keleng Bojang, Chief, Kombo Central (posthum)
- Pa Dembo Jarju, Sukuta (posthum)
- Pa Kalifa Sanno, Alkalo Brufut (posthum)
- Bintuba Bojang, Sanyang (posthum)
- Abdoulie Kinteh, Gunjur
- Brikama Jawla, Regional Mobilizer, WCR
- Aji Lissa Darboe, Regional Frauen-Mobilisiererin, WCR
- Sheikh Omar Sanneh, Regional Jugend-Mobilisierer, WCR

Central River Region
- Emily Nying, Wahlkreismobilizer, Kaur Janneh Kunda, CRR
- Assan MBoge, Ältestenrat, Jareng, CRR
- Seedy Bensouda, Alkalo, Kuntaur, CRR
- Noufong Jallow, Alkali, Niani Boulgo, CRR
- Nyoka Suwareh, Lady Councillor, Bansang, CRR
- Mam Buya Jallow, Ältestenrat, Niamina, CRR
- Alh. Morr Satou Jobe, Njoben Laber, Fuladu West, CRR
- Alh. Arona MBallow, Ältestenrat, Brikama Ba, CRR
- Rohey Jobe, Frauen-Mobilisiererin, Forreh, Upper Fuladu, CRR
- Ndey Jobe, Jugendführer, Lebba, CRR
- Rohey Samba, Yai Compin, Kaur, CRR
- Alagie Madi Noho, Jugendführer, CRR
- Faraba Jallow, Vorsitzende Nianija Constituency, CRR
- Saffie Njie, Sinchu Jenum, CRR
- Ganiado Jallow, Wellingara, CRR
- Jai Mbye, Sambang Wollof, CRR
- Meta Keita, Dankunku, CRR
- Alh. Alieu Ceesay, Kerr Katim, CRR
- Hassoum Ceesay - Mamut Fana, Niamina East, CRR
- Bintouba Jagne Jareng, Niamina East, CRR
- Yama Drammeh, Sinchu Madado, CRR
- Mam Kumba Sallah, Kerewan Samba Sira, CRR
- Hawa Jammeh, Bansang, Upper Fulladu West, CRR
- Baboucarr Jobe, Candi Village, Upper Fulladu West, CRR
- Tako Kandeh, Lalabui, Upper Fulladu West, CRR
- Aminata Leigh, Janjangbureh, CRR
- Oley Nyang, Janjangbureh, CRR
- Penda Jallow, Bani, Sami, CRR
- Modou Camara, Sami Pachonki, CRR
- Momodou Lamin Jallow, Lamin Koto Badala, CRR
- Nyaling Touray, Sinchu Janund, CRR
- Fatou Nyabally, Wassu, CRR
- Alagie Sarge, Dingarai, CRR
- Masudatu Hydara, Wassu, CRR
- Aji Mai Ceesay, Konteh
- Gibbi Cham, Chamen
- Batch Mam Ceesay, Gimbala
- Demba Njie, Nioro Buba
- Alh. Baboucarr Janneh, Makka Janneh
- Aji Sirra Njie, Jareng
- Doro Bah, Manjaha
- Aji Amie Mbye, Jenji Wollof
- Alh. Malang Saibo Camara, Stellvertretender Gouverneur CRR
- Fatou Gai, Ahadoulie
- Modou Boye, Boiram
- Neneh Jallow, Bowehfulbeh
- Mam Kumba Sallah, Kerewan Samba Sira
- Hamina Baa Fatty, Tabanani
- Bintou Dukureh, Taifa
- Malick Secka, Sapu
- Fa Malang Manneh, Saruja
- Jonfolo Jaiteh, Jahali
- Alh. Babou Jobe
- Alh. Madi Noho
- Alh. Omar Mamburey
- Aji Yateh Faye
- Chaneh Ceesay

Upper River Region
- Pa Saikou Lemeh Touray, Ältestenrat, Kantora
- Amadou Manneh Badari, Distriktsekretär und ehemaliges Ratsmitglied, Tumana
- Kassoum Sowe, Stellvertretender Mobilisierer, Wuli West
- Jonsaba Keita, Lady President, Sandu
- MBari Sabally, Elder & Party Patron, Touba Burray, Wuli West
- Isatou Camara, Lady President, Allunhareh
- Demba Saidy, Village Chairman, Banniko Ismaila, Basse
- Tenneng Jawo, Stellvertretende Frauen-Mobilisiererin, Jimara
- Bandeh Kohtor Wali, Vorsitzender & Ältestenrat, Wuli East
- Oley Bah, Ex-Lady Councillor, Sandu
- Ndingding Jaiteh, ehemaliger Mobilisierer, URR
- Binta Jaiteh, District Federation President, URR
- Baboucarr Jawla, Jugendführer, URR
- Mama Touray, Borro Kunda, Wuli West
- Aja Bintou Banta Camara, Basse
- Mattama Manneh, Manneh Kunda, Basse
- Fatoumata Saho, Gunjur Koto, Wuli West
- Sulayman Trawally, Kulari
- Mariama Sumareh, Chamoi, Wuli West
- Haruna Jallow, Mansajang Kunda
- Masansa Jabbi, Dampha Kunda
- Sekouna Bajaha, Jugendberater, Bajakunda
- Mansally Jawo, URR

Lower River Region
- Aji Bah, Mobilizer, Jarra West
- Sarko Demba, Jugendführer, LRR
- Jarra Jarjusey, Jarra Central
- Mama Ceesay, Jarra East
- Mbaka Drammeh, Lady Councillor, Jarra West
- Mamanding Darboe, Jarra West
- Demba Janke Darboe, Kiang West
- Sitapha Sabally, Regionaler stellvertretender Vorsitzender APRC
- Malang Bayo, Youth, Jarra West
- Ndambu Manka, Ältestenrat, Kiang Central
- Momodou M. K. Jarjusey, Militant, Soma
- Alhagie Njie, Kiang Tankular
- Karamo Drammeh, Jugendführer, Kiang West
- Aja Bah, Frauenführerin, Jarra Soma
- Sarjo Demba, Jugend, Kiang West
- Aja Filijay Gassama, Yai compin, Kaiaf
- Fatoumatta Jallow, Yai compin, Nyolfen
- Saikou Ceesay, Jugendführer, Genieri
- Alh. Faburama Ceesay, Jugendführer
- Mandate Kebbeh, Yai compin, Jalambereh
- Alh. Musa Samura, Alkali Kolior
- Alh. Seedy Cham, Regionaler Vorsitzender, LRR
- Laybur Sonko, Jarra Soma
- Sambujang Saidyleigh, Soma Petrol station
- Alh. Fabou Ceesay
- Aja Fanta Njie
- Alh. Seedy Sanneh
- VISION 2016
- Capt. Salifu Corr
- Major Seedy Baldeh
- Capt. Alieu Sowe
- Duto Fofana, Direktor der Livestock Services
- Ousman Colley, Regionaldirektor für Landwirtschaft, CRR
- Baboucarr Jobe, Vision 2016 Radio, CRR

Gruppen
- Jali Ansu Jobarteh
- Sedhiou Band
- Army Band
- Sambou Suso
- Mbaye Gaye
- Freaky Joe (Alhagie Singateh)
- Magnificent Joe
- Mass Lowe
- Alhagie Mbaye, Kora-Spieler
- Baati Yai
- 5-Star Band
- Kayong Kalong
- Bai Babou (Baboucarr Sambou)
- Cess Ngum
- Fayer Ngum
- Amina Conteh
- Jambai Ndure
- Soldier Pap
- Nyancho
- Tafa Artist
- Jali Duso
- Jali Kebba
- Jali Neneh
- Mamodou Chorr, Bull Cultural Group (Fallah Jubo)
- Sierra Leonean Cultural Group
- Interior Wives
- Prisons Wives
- Army Wives
- Fire Service Wives
- Immigration Wives

Grüne Jugend
- Pa Matarr Ndow
- Saikou Bojang, Grüne Jugend
- Matarr Jatta, Grüne Jugend
- Modou Sillah, Grüne Jugend
- Bintou Colley-Sanyang, Grüne Jugend
- Lamin Jammeh 'Njago', Grüne Jugend
- Binta Manneh, Grüne Jugend
- Pa Suso, Jugendaktivist
- Alieu Njie, Jugendaktivist, URR (posthum)
- Sheikh Omar Sanneh, Regionaler Jugendmobilisierer, WCR
- Sai Manka, Grüne Jugend
- Awa Sey, Grüne Jugend
- Ba Kaddy Touray, Grüne Jugend
- Pa Sengan, Grüne Jugend
- Mberry Darboe, Grüne Jugend
- Nyima (DD) Fadera, Grüne Jugend
- Bulli Njie, Grüne Jugend
- Suwaibou Jarjou, Grüne Jugend
- Sheriff Taal, Grüne Jugend
- Ebou Njie, Grüne Jugend
- Babou Bojang, Grüne Jugend
- Pa Sait Mboob
- Kebba Mboob
- Amat Njie
- Modou Jobe
- Papa Lie Mbye
- Abdou Jallow
- Modou Jallow
- Ebrima Badjie
- Mamina Jammeh
- Mamodou Keita
- Kebba Njie
- Aziz Njie